# سكوت إيمرسون
سكوت إيمرسون (بالإنجليزية: Scott Emmerson)‏ (10 أكتوبر 1982 بدورهام، إنجلترا في المملكة المتحدة - ) هو لاعب كرة قدم بريطاني في مركز الهجوم. لعب مع نادي يورك سيتي ونادي بليث سبارتانز.

## وصلات خارجية
- سكوت إيمرسون على موقع قاعدة بيانات كرة القدم.إي يو (الإنجليزية)
- سكوت إيمرسون على موقع Soccerbase.com (لاعب) (الإنجليزية)